# Alejandro Núñez Allauca
Alejandro Núñez Allauca (18 de abril de 1943) es un compositor clásico peruano, uno de los más renombrados e interpretados en el extranjero. También es acordeonista. Es el autor de la Misa Andina (estrenada en 1999 en la Catedral de Lima y presentada en varias ciudades por todo el mundo).

## Biografía
Nació en Moquegua. A los nueve años se presentó en Radio Corporación de Cerro de Pasco como solista de acordeón. En 1955 se trasladó a Lima, donde recibió sus primeras lecciones de teoría musical del organista Manuel Cabrera Guerra. Después estudió chelo en el Conservatorio Nacional de Música y en el CLAEM del Instituto Torcuato di Tella en Buenos Aires, con Francisco Kröpfl, Gabriel Brncic y Gerardo Gandini. Entre 1972 y 1973 permaneció en Estados Unidos como concertista de acordeón. Desde 1987 radica en Milán, Italia, por lo que su obra es quizá más conocida en Europa que en su país.
Su estilo inicial fue tonal, luego pasó al atonalismo puntillista, para llegar a una etapa "ornamental" con el uso predominante de adornos y ornamentos (neobarroco) - sobre la cual incluso escribió un tratado titulado "La composición musical ornamental" en 1978 -. En la actualidad se caracteriza por un personal nacionalismo o "neoindigenismo" diáfano y tonal, debido a su constante utilización de medios de la música tradicional andina, elaborada en composiciones intensas y de cuidada forma y con ecos del neoromanticismo.

## Obras
- Suite Koribeni para orquesta.
- Fisuras para dos flautas.
- Salmo 100 para coro.
- Trío para vientos (flauta, oboe y fagot).
- Salmo 100 para 8 solistas.
- Gravitación humana para banda magnética.
- String quartet.
- Cantata a Bolívar para solistas, coro y orquesta.
- Misa Andina para solistas, coro y orquesta.
- El alba para coro (1965).
- Matinal para tres voces (1966)
- Diferenciales I y II para piano (1967).
- Variables para 6 y cinta magnética (1967).
- Cuarteto de cuerda nº 1 (1970).
- Concierto para orquesta (1970).
- Moto ornamentale e perpetuo para piano (1970).
- Sinfonía ornamental (1972).
- Ornamenti per 3 flauti e pianoforto Op. 3 (1973-7).
- Invention I, II, III and IV para orquesta (1978).
- Ornamentos para piano (1979).
- Movimiento ornamental para guitarra (1980).
- Concierto ornamental para orquesta (1981).
- Cuarteto peruano (1981).
- Huatyacuri, ballet (1982, basado en un mito de la región de Huarochirí recogido por José María Arguedas, libreto de Francisco Stastny, escenografía de Fernando de Szyszlo y presentado por el Ballet de San Marcos con coreografía de Vera Stastny).
- Cantata Bolívar (1983)
- Rapsodia y Serenata para arpa (1988)
- Aleluya del Alba para tenor, coro mixto y orquesta (1989) (estreno en 1992 en Chisináu, Moldavia, y grabada luego por Juan Diego Flórez)
- Wiesbaden Konzert para piano y orquesta (estreno en 1994 en Chisináu)
- Sonrisa de Jesús, estreno en el concierto de Nochebuena de 1995 en la Ciudad del Vaticano.
- El Hijo del Sol, estreno en 1997
- Flor de Nieve para dúo de cantantes y orquesta, estreno en 1997
- Missa Andina para solistas, coro, órgano y orquesta, 1997-98 (estrenada el 1 de octubre de 1999 en la Catedral de Lima en la Temporada de Prolírica).
- Canción del alma (1999, orquestación en 2003 estrenada por Juan Diego Flórez en Lima el 6 de mayo de 2003)
- La montaña de Luz para tres cantantes y orquesta, 1998
- Koribeni para guitarra sola